# جوليان هدسون
جوليان هدسون (بالإنجليزية: Julien Hudson)‏ هو رسام أمريكي، ولد في 9 يناير 1811 في نيو أورلينز في الولايات المتحدة، وتوفي بنفس المكان في 1844.